# Zavrč
Zavrč (em alemão:  Sauritsch) é um município da Eslovênia. A sede do município fica na localidade de mesmo nome.